# إدوارد أوغست فاينيو
كان إدوارد إوغست فاينيو (اسم الولادة: إدوارد لانغ)، فنلندي الجنسية في 5 أغسطس 1853 - 14 مايو 1929 عالمًا في علم الأشنيات. جعلت أعماله المبكرة حول الأشنيات في لابلاند، ودراسته المكونة من ثلاثة مجلدات عن جنس الحزاز كلادونيا، وعلى وجه الخصوص دراسته لتصنيف شكل وهيكل الأشنيات في البرازيل فاينيو مشهورًا دوليًا في مجال علم الأشنيات.
ساعدت صداقة فاينيو المبكرة مع الطالب الجامعي يوهان بيتر نورلين -الذي كان أكبر منه بـ 11 عامًا تقريبًا- على تطوير معرفة رائعة بالنباتات اللازهرية المحلية (السرخس والطحالب والفطريات، بما في ذلك الأشنيات) ومنحته فرصة كبيرة لصقل مجموعته وتقنيات تحديد الهوية في عمر مبكر. من خلال هذا الارتباط التقى فاينيو بمعلم نورلين، عالم الأشنيات البارز وليام نيلاندر، الذي دعم جهوده النباتية المبكرة. تعاملت أعمال فاينيو المبكرة مع الجغرافيا النباتية - لتوضيح وتعداد النباتات المحلية - وتعتبر أقدم المنشورات عن الجغرافيا النباتية باللغة الفنلندية. أظهر في هذه المنشورات المبكرة اهتمامًا بالتفاصيل والدقة التي من شأنها أن تصبح من سمات أعماله اللاحقة.
بعد تخرجه من جامعة هلسنكي عام 1880، أصبح فاينيو محاضرًا، ما يعني أنه مؤهل للتدريس أكاديميًا، ولكن بدون راتب منتظم. على الرغم من نجاحاته العلمية والاعتراف الدولي الذي حصل عليه من خلال أبحاثه، لكنه لم يحصل على منصب دائم في هذه الجامعة. قال إن هذا كان نتيجة لقوميته الفنلندية الشديدة ورغبته في تعزيز استخدام اللغة الفنلندية في الأوساط الأكاديمية خلال فترة الصراع اللغوي، عندما سيطرت اللاتينية على الأدب العلمي، وكانت اللغة السويدية هي اللغة السائدة للإدارة والتعليم. خاب أمله من آفاقه في الحصول على وظيفة أكاديمية دائمة، وواجه حقيقة الاضطرار إلى إعالة أسرته، اضطر إلى قبول منصب لدى هيئة الرقابة الروسية، ما أدى إلى نبذه من قبل المجتمع العلمي الفنلندي.
وصف فاينيو نحو 1700 تصنيف جديد، ونشر أكثر من 100 عمل علمي. قام بعمل مجموعات علمية مهمة من الأشنيات، ونتيجة لسنوات عديدة من العمل كمنسق للأعشاب في كل من جامعة هلسنكي، ولاحقًا في جامعة توركو، قام بفهرسة ومعالجة مجموعات أخرى من جميع أنحاء العالم، بما في ذلك القطب الشمالي والقارة القطبية الجنوبية. نظرًا لأهمية أعماله على الأشنيات في المناطق الاستوائية والمواقع الأخرى، فقد أطلق عليه اسم والد علم الأشنيات البرازيلي والرجل العجوز الكبير في علم الأشنيات.

## النشأة
ولد إدوارد لانغ في 5 أغسطس 1853 في بيكساماكي في شرق دوقية فنلندا الكبرى، وهي جزء من الإمبراطورية الروسية. نشأ في منزل فقير، كان واحدًا من عدة أطفال للمأمور كارل يوهان لانغ وزوجته أدولفينا بولين. تجلى اهتمام إدوارد المبكر بالتاريخ الطبيعي في اهتمامه بالزهور وجمع المعادن؛ كانت زهرته المفضلة هي عشبة المستنقعات الصفصاف (Epilobium palustre). كان أخوه الأكبر، جويل نابليون لانغ، أيضًا من علماء الطبيعة، وأصبح لاحقًا عالمًا قانونيًا معروفًا. في أوائل ستينيات القرن التاسع عشر، انتقلت العائلة إلى بلدية هولولا بالقرب من بحيرة فيسيجارفي في جنوب فنلندا بسبب عمل والده، واستقرت في مزرعة بالقرب من بلدية أسيكالا المجاورة. هنا التقى إدوارد يوهان بيتر نورلين، ابن أحد الجيران. في ذلك الوقت، كان نورلين، الذي كان يكبره 11 عامًا، طالبًا جامعيًا يدرس الجغرافيا النباتية، أو التوزيع الجغرافي لأنواع النباتات. تزوج نورلين من أخت لانغ في عام 1873.
أصبح نورلين مهتمًا بالـ لازهريات بعد سماعه محاضرات جامعية ألقاها عالم الأشنيات المعروف وليام نيلاندر في جامعة إمبريال ألكسندر (المعروفة اليوم باسم جامعة هلسنكي)، وأصبح طالبًا لنيلاندر. طور نورلين خبرة في النباتات اللازهرية أو ما تعرف بـ الكريبتوغام المحلية، وخاصة الأشنيات، المتنوعة تمامًا في فنلندا. رافقه لانغ وساعده خلال الرحلات الميدانية في صيف 1868 و1869 بالقرب من بحيرة فيسيجارفي، حيث استوعب المعرفة وراكمها بشغف. عندما نشر نورلين (كتابات عن نباتات جنوب شرق مقاطعة تافاستيا) في عام 1870، نسب الفضل إلى لانغ - الذي كان ما يزال تلميذًا في ذلك الوقت - لإسهاماته العديدة والقيمة في عمله.

## تعليم
تخرج لانغ من مدرسة Jyväskylä الثانوية في Jyväskylä في عام 1870. بدأ دراسته في جامعة إمبريال ألكسندر في نفس العام، وتحت إشراف نورلين درس علم النبات، والجغرافيا النباتية، وعلم الأشنيات. كطالب شاب، في عام 1871، مُنح لانغ عضوية في (الجمعية الفنلندية للعلوم والنباتات)، وهي أقدم جمعية علمية في فنلندا. كان لانغ ماهرًا بشكل خاص في تحديد العينات وجمعها في الحقل. خلال صيفي 1873 و1874، جمع 472 نوعًا مختلفًا من الأشنيات من أبرشيات لوهانكا وكوربيلاهتي في وسط فنلندا، وفي ربيع العام التالي، سجل 324 نوعًا بالقرب من فيبورغ. في أحد منشورات نيلاندر، وصف أحد عشر نوعًا جديدًا بناءً على مجموعات (إي لانغ). أمر نيلاندر الممتن بمجهر وإرساله إلى لانغ في صيف عام 1874 لمساعدته في دراساته النباتية. في رسائل بين نورلين ونيلاندر، أشاد الأخير بقدرة لانغ على الجمع، إذ كتب: إنه جامع حاد ومناسب للأشنيات. مع القليل من العمل وبمساعدة مجهر لائق، من المحتمل أن يتفوق قريبًا على أي شخص آخر في الشمال، حيث لا أحد أفضل منه في هذا الصدد. تلقى لانغ مرشح الفلسفة في عام 1874 وبدأ العمل على درجة الليسانس.